# Raiffeisenbank Iller-Roth-Günz
Die Raiffeisenbank Iller-Roth-Günz eG war eine ländlich geprägte Genossenschaftsbank im Verbund der Volks- und Raiffeisenbanken mit Sitz in Bellenberg. Der Schwerpunkt ihrer Tätigkeit lag in den Landkreisen Neu-Ulm und Unterallgäu. Die Bank wurde rund 16.000 Mitgliedern getragen und war Allfinanz-Dienstleister mit Unterstützung von Vertrags- und Verbundpartnern.
Das Geschäftsgebiet umfasste insgesamt 12 Geschäftsstellen, die nördlichste befand in Illerberg-Thal, die südlichste in Sontheim-Attenhausen.

## Geschichte
Die Raiffeisenbank Iller-Roth-Günz entstand aus sieben Fusionen lokaler Raiffeisenbanken. Zunächst schloss sich 1972 die Raiffeisenbank Bellenberg mit der Raiffeisenbank Tiefenbach zur Raiffeisenbank Bellenberg-Tiefenbach zusammen. Mit der Aufnahme der Raiffeisenbank Illerberg-Thal im Jahr 1989 firmierte sie als Raiffeisenbank Bellenberg-Tiefenbach/Illerberg-Thal, aus der 1995 bei dem Zusammenschluss mit der Raiffeisenbank Buch-Unterroth die Raiffeisenbank Iller-Roth entstand. Es folgten 1997 die Aufnahme der Raiffeisenbank Illereichen-Altenstadt und 1998 der Raiffeisenbank Kettershausen.
Im Zuge der Fusion mit der Raiffeisenbank Babenhausen-Osterberg kam es 2001 zur erneuten Umbenennung in Raiffeisenbank Iller-Roth-Günz. Diese übernahm 2006 noch die Raiffeisenbank Erkheim. Eine Online-Geschäftsstelle wurde im August 2014 eröffnet. Im September 2017 fusionierte die Raiffeisenbank Iller-Roth-Günz mit der Raiffeisenbank Krumbach/Schwaben zur Raiffeisenbank Schwaben Mitte mit Sitz in Krumbach/Schwaben. Das Geschäftsgebiet erweiterte sich damit um große Teile des südlichen Landkreises Günzburg.